# Goran Drulić
Goran Drulić (cyr.: Горан Друлић, ur. 17 kwietnia 1977 w Negotinie) – serbski piłkarz występujący na pozycji napastnika. Reprezentant Jugosławii.

## Kariera klubowa
Drulić karierę rozpoczynał w sezonie 1994/1995 w pierwszoligowej Crvenej zvezdzie. W debiutanckim sezonie zdobył z nią mistrzostwo Jugosławii oraz Puchar Jugosławii. W kolejnym sezonie wraz z Crveną zvezdą ponownie triumfował w rozgrywkach Pucharu Jugosławii. Na początku 1997 roku został wypożyczony do rezerw hiszpańskiej Barcelony, grających w Segunda División. Po sezonie 1996/1997 wrócił jednak do Crvenej zvezdy, z którą zdobył jeszcze dwa mistrzostwa Jugosławii (2000, 2001) oraz dwa Puchary Jugosławii (1999, 2000).
Na początku 2002 roku Drulić został graczem hiszpańskiego Realu Saragossa. W Primera División zadebiutował 6 lutego 2002 w zremisowanym 1:1 meczu z CD Tenerife. W sezonie 2001/2002 spadł z Realem do Segunda División, jednak w następnym awansował z nim z powrotem do Primera División. W sezonie 2003/2004 zdobył z zespołem Puchar Króla. Zawodnikiem Realu był do końca sezonu 2004/2005.
Następnie występował w belgijskim KSC Lokeren (I liga), a także greckich drużynach OFI 1925 (I liga) i AO Kavala (II liga). W 2009 roku wrócił do Hiszpanii, gdzie grał w zespołach Tercera División - CD La Muela, Andorra CF oraz CD Sariñena. W 2013 roku zakończył karierę.

## Kariera reprezentacyjna
W reprezentacji Jugosławii Drulić zadebiutował 15 listopada 2000 w przegranym 1:2 towarzyskim meczu z Rumunią. W latach 2000–2001 w drużynie narodowej rozegrał 4 spotkania.